# Episodi di Fish Hooks - Vita da pesci (prima stagione)
La prima stagione di Fish Hooks - Vita da pesci è stata trasmessa sul canale statunitense Disney Channel (USA) dal 1º aprile 2011
In Italia un'anteprima della serie viene trasmessa il 31 dicembre 2010 e il 12, 19 e 26 marzo 2011 su Disney Channel (Italia), mentre la serie verrà trasmessa regolarmente dal 1º aprile 2011. Dal 26 settembre 2011 la serie viene trasmessa in prima visione su Disney XD. Dal 16 febbraio 2012 la serie ritorna su Disney Channel (Italia) trasmettendo i rimanenti episodi della stagione.
| N°    | Titolo originale                                | Titolo italiano                         | Prima TV USA      | Prima TV ITA      |
| ----- | ----------------------------------------------- | --------------------------------------- | ----------------- | ----------------- |
| 0     | Bea Stays in the Picture                        | La foto dell'annuario                   | 3 settembre 2010  | 1º aprile 2011    |
| 1     | Fish Sleepover Party                            | Itti-pigiama party                      | 24 settembre 2010 | 8 aprile 2011     |
| 2     | Fish Out of Water                               | Pesci fuor d'acqua                      | 24 settembre 2010 | 1º aprile 2011    |
| 3     | Doris Flores Gorgeous                           | Una fidanzata per Oscar                 | 1º ottobre 2010   | 15 aprile 2011    |
| 4     | Underwater Boy                                  | Il porta acqua                          | 1º ottobre 2010   | 15 aprile 2011    |
| 5     | Happy Birthfish, Jocktopus                      | Buon compleanno, Tentaculus             | 8 ottobre 2010    | 8 aprile 2011     |
| 6     | Bea Becomes an Adult Fish                       | Il mondo dei grandi                     | 15 ottobre 2010   | 29 aprile 2011    |
| 7     | Doggonit                                        | Vita da cani                            | 22 ottobre 2010   | 29 aprile 2011    |
| 8     | Queen Bea                                       | Bea reginetta                           | 29 ottobre 2010   | 6 maggio 2011     |
| 9     | Fail Fish                                       | Una verifica per Milo                   | 5 novembre 2010   | 13 maggio 2011    |
| 10    | Funny Fish                                      | Pesce che ride                          | 27 novembre 2010  | 13 maggio 2011    |
| 11    | Baldwin the Super Fish                          | Baldwin super pesce                     | 3 dicembre 2010   | 6 maggio 2011     |
| 12    | Dances with Wolf Fish                           | Balla con i pesci lupo                  | 10 dicembre 2010  | 20 maggio 2011    |
| 13    | The Tale of Sir Oscar Fish                      | L'epica avventura di Sir Oscar pesce    | 17 dicembre 2010  | 26 maggio 2011    |
| 14    | Hooray for Hamsterwood                          | Bea va in televisione                   | 17 dicembre 2010  | 26 maggio 2011    |
| 15    | Milo Gets a Ninja                               | Milo trova un ninja                     | 7 gennaio 2011    | 20 maggio 2011    |
| 16    | Dropsy!                                         | Idropisia, orrenda malattia!            | 21 gennaio 2011   | 3 giugno 2011     |
| 17    | Fishing for Compliments: The Albert Class Story | Voglio piacerti a tutti i costi, Albert | 28 gennaio 2011   | 3 giugno 2011     |
| 18    | Big Fish                                        | Il pesce grande                         | 4 febbraio 2011   | 10 giugno 2011    |
| 19    | The Dark Side of the Fish                       | Il lato oscuro del pesce                | 11 febbraio 2011  | 10 giugno 2011    |
| 20    | Dollars and Fish                                | Soldi e pesci                           | 18 febbraio 2011  | 17 giugno 2011    |
| 21    | Fish Floaters                                   | Un carro per due                        | 25 febbraio 2011  | 17 giugno 2011    |
| 22    | Flying Fish                                     | Pesce volante                           | 4 marzo 2011      | 22 aprile 2011    |
| 23    | Two Clams in Love                               | Mitilli in amore                        | 11 marzo 2011     | 24 giugno 2011    |
| 24    | Peopleing                                       | A pesca di umani                        | 1º aprile 2011    | 24 giugno 2011    |
| 25    | Legend of the Earth Troll                       | Il Troll della Terra                    | 8 aprile 2011     | 22 aprile 2011    |
| 26    | Parasite Fright                                 | I parassiti del cervello dei pesci      | 29 aprile 2011    | 8 luglio 2011     |
| 27    | Pamela Hamster Returns                          | Il ritorno di Pamela Hamster            | 13 maggio 2011    | 8 luglio 2011     |
| 28    | Riding in Cars with Fish                        | Un pesce al volante                     | 18 giugno 2011    | 26 settembre 2011 |
| 29    | Milo's Big Idea                                 | La grande invenzione di Milo            | 18 giugno 2011    | 26 settembre 2011 |
| 30    | Mascotastrophe                                  | Mascotte-catastrofe                     | 24 giugno 2011    | 3 ottobre 2011    |
| 31    | Good Morning, Freshwater                        | Buongiorno Esche Fresche                | 2 luglio 2011     | 15 luglio 2011    |
| 32    | Diary of a Lost Fish                            | Il diario di Bea                        | 2 luglio 2011     | 15 luglio 2011    |
| 33-34 | We've Got Fish Spirit, Part I & II              | Abbiamo spirito da pesce                | 8 luglio 2011     | 17 ottobre 2011   |
| 35    | Run, Oscar, Run                                 | Corri Oscar, corri!                     | 12 agosto 2011    | 3 ottobre 2011    |
| 36    | Good Times at Pupu Goodtimes                    | Divertimento al parco divertimenti      | 19 agosto 2011    | 2012              |
| 37    | Oscar Makes an Impression                       | Imitazioni                              | 26 agosto 2011    | 2012              |
| 38-39 | Fish School Musical, part I & II                | Fish School Musical                     | 23 settembre 2011 | 11 febbraio 2012  |
| 40    | Employee Discount                               | Sconto impiegati                        | 30 settembre 2011 | 4 marzo 2012      |
| 41    | Halloween Haul                                  | Il bottino di Halloween                 | 7 ottobre 2011    | 19 febbraio 2012  |
| 42    | Fish Talent Show                                | Talent show                             | 21 ottobre 2011   | 4 marzo 2012      |